# Chioglosse portugais
Chioglossa lusitanica
Genre
Espèce
Synonymes
- Chioglossa lusitanica brevidigitata Ferrand de Almeida, Ferrand de Almeida, Gonçalves, Sequeira, Teixeira & Ferrand de Almeida, 2001
- Chioglossa lusitanica longipes Arntzen & Alexendrino, 2007

Statut de conservation UICN

 VU B2ab(ii,iii,iv) : Vulnérable
Chioglossa lusitanica, unique représentant du genre Chioglossa, est une espèce d'urodèles de la famille des Salamandridae. En français elle est nommée Chioglosse portugais ou Salamandre portugaise.

## Répartition

Cette espèce se rencontre dans le nord-ouest de l'Espagne et dans le nord du Portugal.

## Description
Les mâles mesurent jusqu'à 156 mm et les femelles jusqu'à 164 mm.

## Galerie

Chioglossa lusitanica
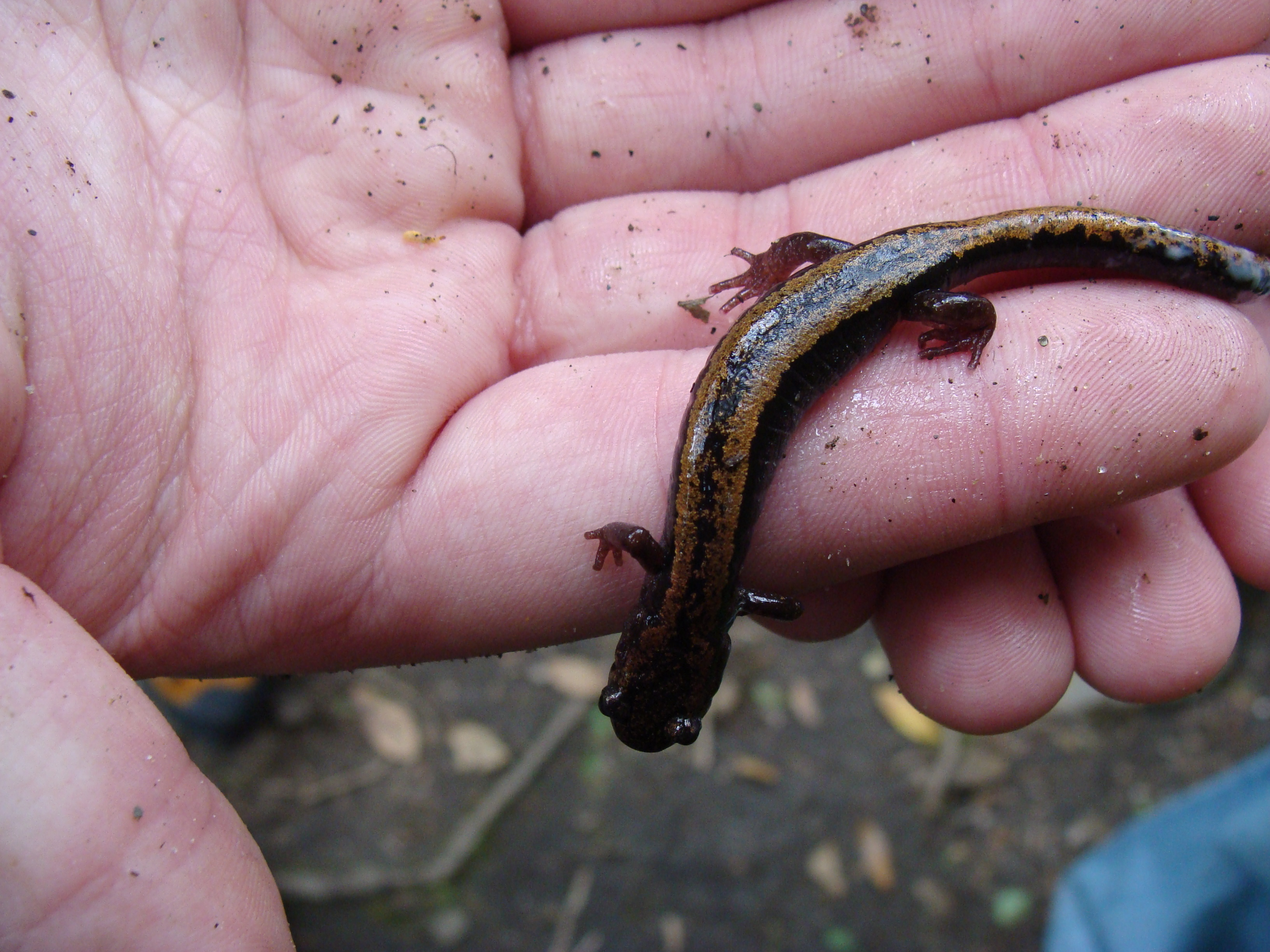
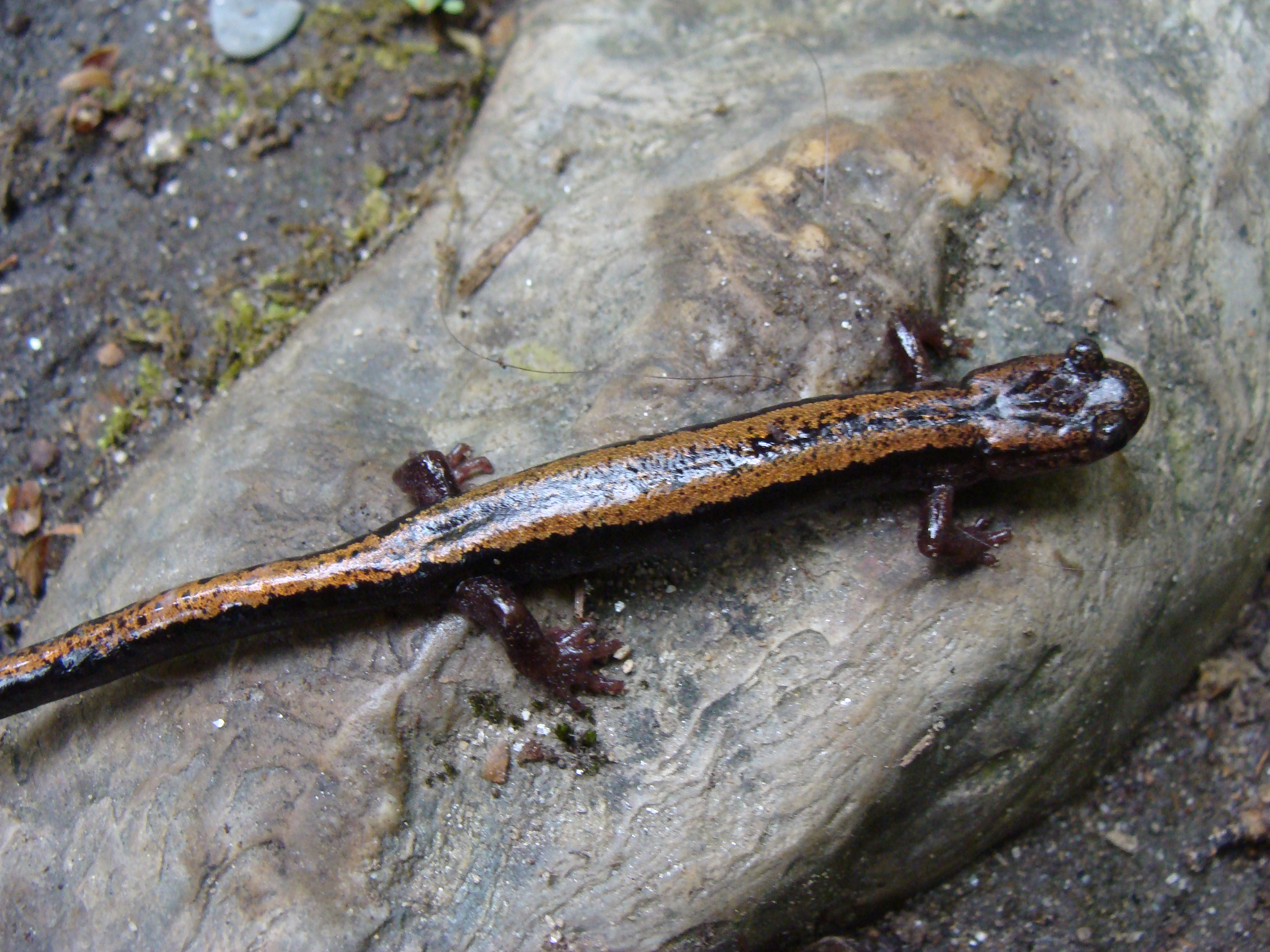
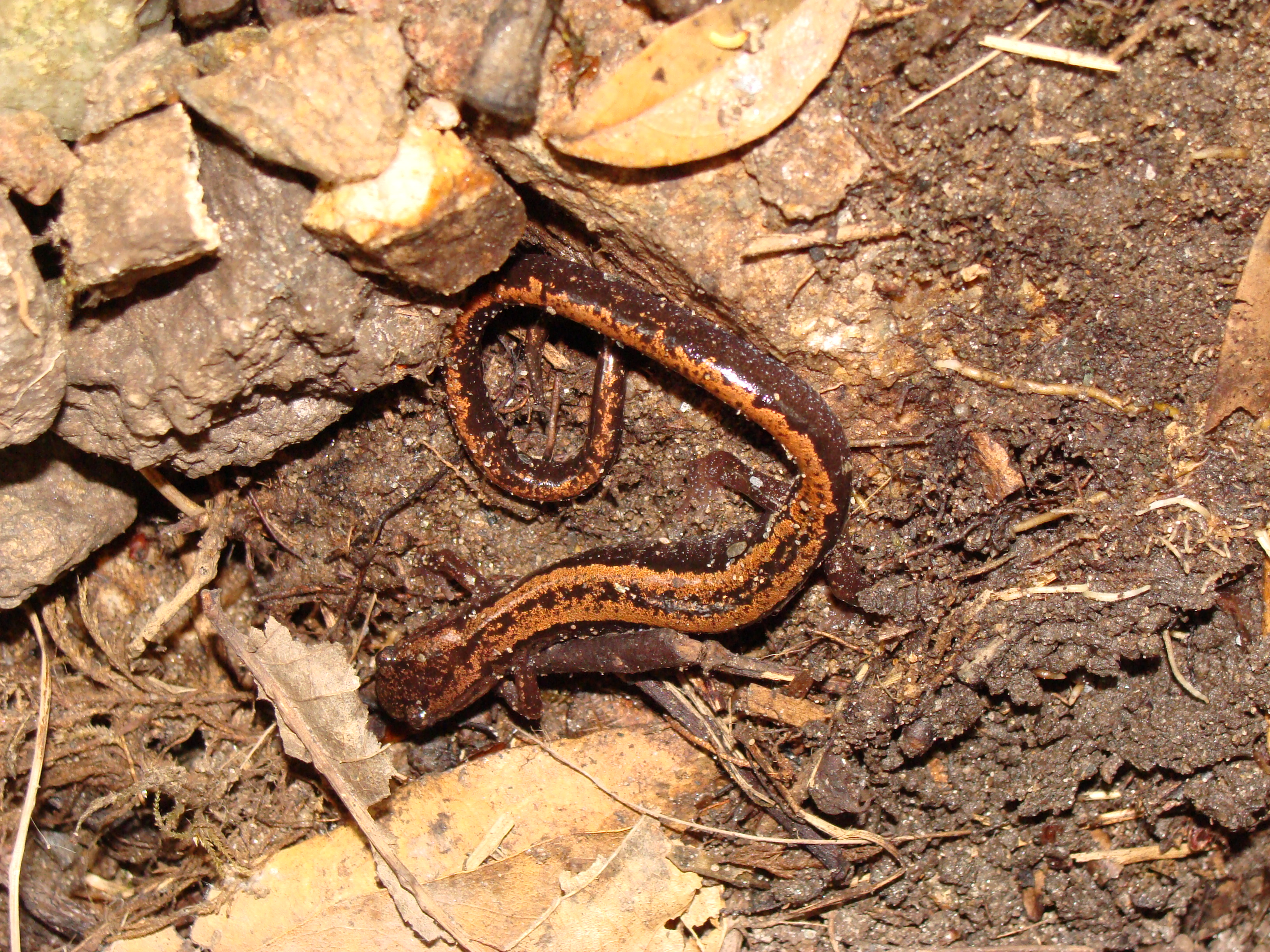

## Publication originale
- Bocage, 1864 : Note sur un nouveau batracien du Portugal, Chioglossa lusitanica, et sur une grenouille nouvelle de l'Afrique occidentale. Revue et Magasin de Zoologie Pure et Appliquée, sér. 2, vol. 16, p. 248-253 (texte intégral).